# 小林孝至
小林 孝至（こばやし たかし、1963年5月17日 - ）は、日本の元レスリング選手。ソウルオリンピック・フリースタイル48kg級金メダリスト。身長150cm。
現在は埼玉県三郷市早稲田の柔道接骨院「元気堂整骨院」オーナー、財団法人日本レスリング協会広報副委員長（2017年4月にて退任）。茨城県稲敷郡牛久町（現:牛久市）出身。

## 来歴
土浦日大高校時代からレスリングを始め、レスリング選手権において高校3冠を2年連続で達成するなどの成績を残した。日本大学在学中のロサンゼルスオリンピック選考会において、高校の先輩である入江隆に敗れて出場機会を逃した。同大学文理学部体育学科を卒業後、ユナイテッドスティール（後にユニマット⇒ジャパンビバレッジと商号変更）に入社。
1988年のソウルオリンピックレスリングフリースタイル48kg級の日本代表となり、オリンピック初出場で金メダルを獲得した。
これらの功績が評価され、その後勤務先では3階級特進を果たした。1991年にレスリングを引退。そののち総合格闘技PRIDEに請われ、ジャッジを務めた。
2001年11月、有限会社パシフィックボイス（現・株式会社パシフィックボイス）とメディア出演や講演活動などに関するマネージメント契約を結ぶ。
2007年6月、埼玉県三郷市早稲田2-18-6に柔道接骨院「元気堂整骨院」を開業（他所にある同名の治療院とは無関係）。ただしオーナーであり院長は別の人物に任せている。

## エピソード
- 1988年10月29日午後10時50分頃、足利工大付属高校レスリング部のインターハイ出場20回記念パーティーにゲストとして出席した帰りに、ソウルオリンピックで獲得した金メダルを上野駅構内の公衆電話にセカンドバッグごと置き忘れて紛失。同日午後11時45分頃、東京都江戸川区内の歩道でバッグが発見され、拾得者が警察に届け出た。バッグの中にあった名刺を元に会社や日本体育協会に電話をしたが連絡がとれず、31日朝になってようやく連絡がとれ金メダルは小林の元に戻った[3]。この件は新聞・テレビ・雑誌などで大々的に報道され話題となった。金メダルが手元に戻った後は、このエピソードをネタにして『天才・たけしの元気が出るテレビ!!』に出演。同番組への出演がきっかけで人気者となり、番組を観ていた女性と結婚している。その女性との結婚式で、元気が出るテレビで度々共演していた高田純次が登場、小林に結婚の祝福と感謝の言葉を述べた。なお高田の登場は突然で関係者は一切知らず、しかも完全なプライベートで忙しい仕事の合間をぬってやって来た。この事がきっかけで、小林は高田の事が大好きになった。
- 勤務先で昇進したと同時に複数の大口顧客を訪れ、彼の主業務と重なる営業開拓活動の一環として度々講演を行っていた。その際、上記の（紛失しかけた）金メダルを必ず持参して話のネタにしていた。
- プロレスラー本田多聞は、大学レスリング部の同期である。
- 酒が飲めない体質。そのため、代表選考会に落選した時は代わりにコーヒーをやけ飲みしたという。
- テレビ出演した際「現役当時、腹筋は何回できたか?」と質問され、「回数はわからないが大体4時間」と答えた。

## TV出演
- 宇宙一せまい授業!（あっ!とおどろく放送局-2008年）
- お笑いワイドショー マルコポロリ!（関西テレビ、2008年8月3日）
- マネーの羅針盤（テレビ東京、2012年11月24日）
- NHK「おーいニッポン！茨城編」「スタジオパークからこんにちは」ほか
- NTV「踊る！さんま御殿」「ルックルックこんにちは」「スポーツMAX」「さんまの五輪特番」「すぽんちゅ」ほか
- TBS「爆報！THE フライデー」「ひるおび」「ゴゴスマ～GOGO！Smile！～」「Nスタ」「ブロードキャスター」「イブニング５」ほか
- CX「ジャンクSPORTS」「スーパータイム」「ネプリーグ」「クイズヘキサゴン」ほか
- EX「スーパーJチャンネル」「ワイドスクランブル」「グアムリンピック」ほか
- TX「火の玉スポーツ列伝」「剛腕！コーティング」ほか
- 人生が変わる1分間の深イイ話～70年代・80年代・90年代スター大集合SP!（2012年10月15日）日本テレビ
- TBS「ノーサイド・ゲーム」第5話